# Лана Тротовшек
Лана Тротовшек (словен. Lana Trotovšek, нар. 1983, Любляна, Республіка Словенія) — словенська скрипалька, що проживає в Лондоні.

## Біографія
Лана Тротовшек народилася у сім'ї музикантів. На скрипці почала грати в п'ятирічному віці. Навчалася в Академії музики в Любляні. Коли вона мала 17 років її запримітив знаменитий скрипаль Руджеро Річчі і запросив на навчання до зальцбурзького Моцартеуму. Потім вона вчилася у Консерваторії музики та танцю в Гринвічі. Під час навчання відвідувала майстер-класи всесвітньо відомих скрипалів, таких як Іврі Гітліс, П'єр Амояль, Ігор Озім, Павло Берман, Лев Гульбард (Lev Guelbard), Рудольф Гелер.
У 2012 році дебютувала з оркестром Маріїнського театру під керівництвом Валерія Гергієва, де грала Концерт для скрипки № 1 Прокоф'єва. Гастролювала з концертами в Концертному домі Відня, Театрі ла Феніче у Венеції, Консертгебау в Амстердамі, Музичному домі в Ейндговені та інших місцях Німеччини, Іспанії, Португалії, Франції, Фінляндії, Швеції, Словенії, Хорватії, Сербії, Китаю та США. У 2016 році дебютувала з Лондонським симфонічним оркестром та Джанандреа Нозеда.
Також Лана має великий досвід гри в камерних ансамблях. Тривалий час вона виступала у Грінвіцькому фортепіанному тріо з віолончелістом Степаном Хаусером і піаністкою Йоко Місумі.
З 2011 по 2013 рік Лана була провідною скрипалькою британського cтрунного квартету Бадке.

## Дискографія
- 2013 : Lana Trotovsek — Après Un Rêve
- 2013 : Schubert — Brahms — Bloch — Gershwin
- 2016 : Franck / Granados: Violin Sonatas — Finzi: Elegy — Skerjanc: Intermezzo Romantique